# Stig Bredstrup
Stig Volrath Bredstrup (født 13. september 1863 i Ebeltoft, død 9. februar 1939) var seminarieforstander.
Han var søn af proprietær på Rane Ladegård ved Ebeltoft Jacob Holm Bredstrup og hustru Andrea Nielsine Henriette f. Kolding og gift med Christiane Johanne Henriette f. Jürgensen, født 6. april 1862 på Hagestedgård, Holbæk.
Stig Bredstrup blev klassisksproglig student fra Randers Statsskole i 1882 og studerede teologi; cand.teol. 1888. Han blev kateket og førstelærer i Køge i 1889. Han blev medlem af Eksamenskommissionen for Skolelærereksamen 1893 og var forstander for Jonstrup Seminarium 1895-1929.
Ridder af Dannebrog og Dannebrogmændenes Hæderstegn.

## Udgivelser
- Stig Bredstrup: Fra Jonstrup. Gjellerups Forlag, Kbh. 1918
- Stig Bredstrup: Jørgen Herman Monrad. Liv og Gerning. Gads Forlag, Kbh. 1927